# پرنده رایت ۲

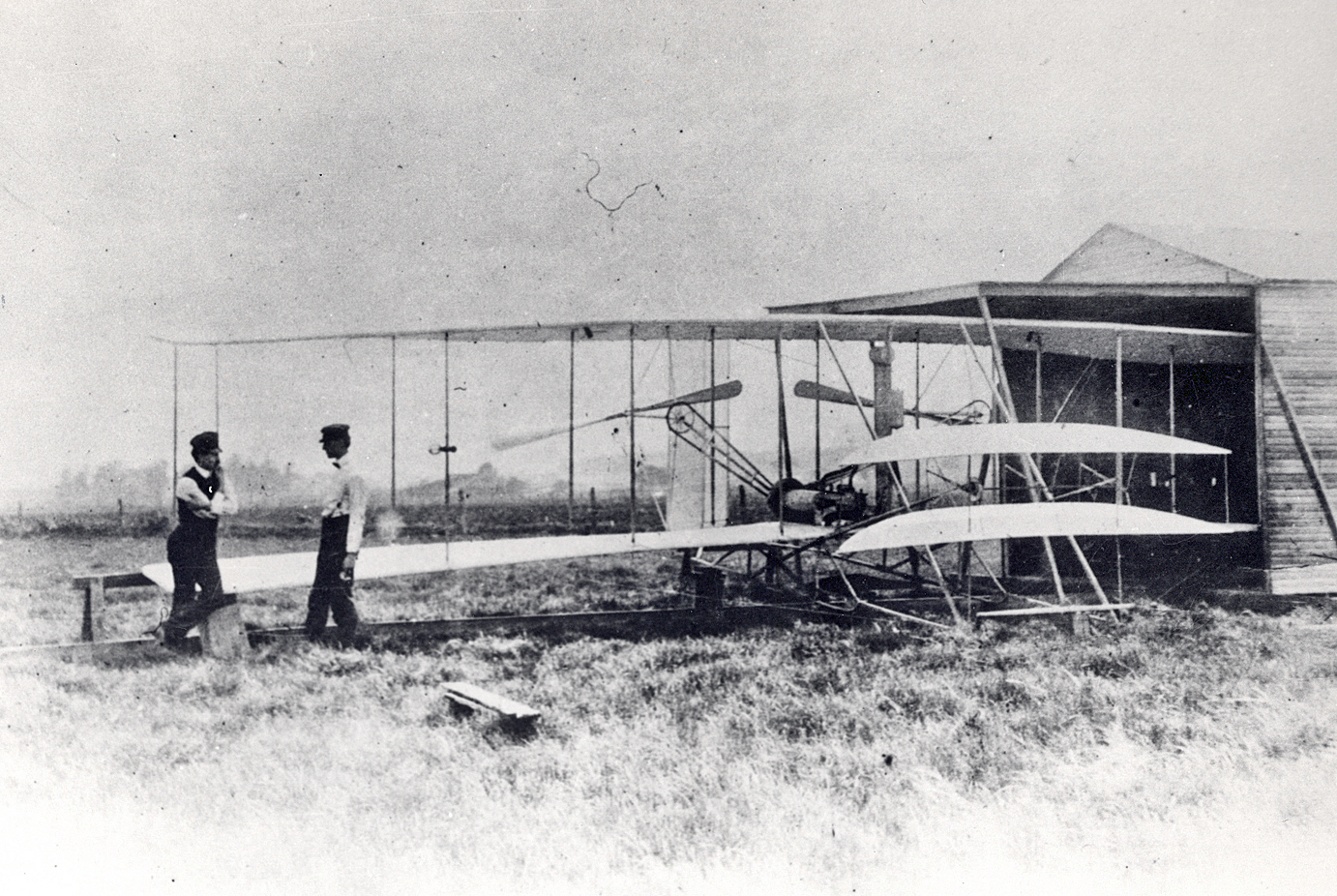
الیور رایت و ویلبر در دشت هافمن سال ۱۹۰۴.احتمالاً عکس توسط تیلور رایت یا چارلی تیلور گرفته شده.

پرنده رایت ۲ (به انگلیسی: Wright Flyer II) دومین هواپیمای طراحی شده توسط برادران رایت بود.
در طول سال ۱۹۰۴ آنها باین هواپیما در مجموع ۱۰۵ پرواز انجام دادند .
در نهایت آنها توانستند برای نخستین بار در تاریخ ۲۰ دسامبر به مدت ۵ دقیقه پرواز کرده و چرخش کامل را انجام دهند که پرواز توسط ویلبر صورت گرفت.